# Ukraine Juniors 2019
Das Ukraine Juniors 2019 als bedeutendstes internationales Nachwuchsturnier der Ukraine im Badminton fand vom 31. Juli bis zum 3. August 2019 im Olimpiya+ in Dnipro statt.

## Sieger und Platzierte
| Disziplin    | Gold                             | Silber                                 | Bronze                             |
| ------------ | -------------------------------- | -------------------------------------- | ---------------------------------- |
| Herreneinzel | Andrei Don                       | Danylo Shevchenko                      | Bogdan Deremeshko                  |
| Herreneinzel | Andrei Don                       | Danylo Shevchenko                      | Maksim Dubenko                     |
| Dameneinzel  | Polina Buhrova                   | Anastassija Prosorowa                  | Walerija Rudakowa                  |
| Dameneinzel  | Polina Buhrova                   | Anastassija Prosorowa                  | Yana Sobko                         |
| Herrendoppel | Oleg Amosov Danylo Shevchenko    | Volodymyr Koluzaiev Vitaliy Reva       | Andrei Don Maxim Grinblat          |
| Herrendoppel | Oleg Amosov Danylo Shevchenko    | Volodymyr Koluzaiev Vitaliy Reva       | Danylo Shevchuk Vladyslav Skrypnyk |
| Damendoppel  | Polina Tkach Olga Tykhorskaya    | Arina Marushchak Yelyzaveta Yakovlieva | Polina Buhrova Yana Sobko          |
| Damendoppel  | Polina Tkach Olga Tykhorskaya    | Arina Marushchak Yelyzaveta Yakovlieva | Varvara Frolova Maryja Stoljarenko |
| Mixed        | Viacheslav Yakovlev Polina Tkach | Oleg Amosov Anastasiia Prokopovych     | Mykola Kozubenko Polina Buhrova    |
| Mixed        | Viacheslav Yakovlev Polina Tkach | Oleg Amosov Anastasiia Prokopovych     | Yevhenii Stolovoi Olga Tykhorskaya |